# NGR Hendrie D
Die Fahrzeuge des Typs Hendrie D der Natal Government Railways (NGR) waren Schlepptender-Dampflokomotiven mit der Achsfolge 2'D1' (Mountain), die ersten in Südafrika, die von vornherein mit dieser Achsfolge konstruiert worden waren.
Die 30 von der North British Locomotive Company gebauten Lokomotiven waren für den Einsatz auf dem weniger steigungsreichen oberen Teil der Natal Main Line zwischen Durban und Transvaal für den schweren Kohlenverkehr vorgesehen.
Die Hendrie D war eine verlängerte Ausführung der 2'D-Lokomotiven des Typs Hendrie B. Der Stehkessel war jetzt hinter den Kuppelrädern angeordnet und konnte deshalb geräumiger ausgeführt werden – die Rostfläche blieb jedoch gleich. Um das überhängende Gewicht zu tragen, wurde eine Nachlaufachse erforderlich. Der Kuppelraddurchmesser blieb gegenüber der Hendrie B unverändert, und der Zylinderdurchmesser wurde um einen halben Zoll (12,7 mm) vergrößert.
Die Hendrie D waren noch Nassdampflokomotiven. 1909 beschaffte die NGR eine in den USA gebaute Versuchslokomotive mit Überhitzer (genannt American D), und als weitere Mountains benötigt wurden, entstand eine Heißdampf-Version der Hendrie D, die 1912 – bereits unter Leitung der South African Railways (SAR) – als Klasse 3B in Dienst gestellt wurde.
Die Nassdampf-Maschinen wurden von den SAR als Klasse 3 übernommen. In den 1930er Jahren erhielten sie neue Standardkessel und wurden als Klasse 3R bezeichnet (R wie reboilered).
In späteren Jahren wurden die Lokomotiven hauptsächlich im Rangierdienst eingesetzt, vor allem in und um Kapstadt und Bloemfontein. 1970 wurden sie am Kap konzentriert und bis 1974 ausgemustert. Nr. 1453 ist als Denkmallokomotive erhalten geblieben.